# 鹿児島県警内部告発事件
鹿児島県警内部告発事件（かごしまけんけい ないぶこくはつじけん）は、職務上の秘密を外部に漏らしたとして逮捕された鹿児島県警察の元生活安全部長Hが、警察官の犯罪を野川明輝本部長が隠蔽しようとしたと告発した事件。2023年から福岡市のウェブメディア「HUNTER」は県警警察官の親族が起こした性加害事件ほか県警の不祥事を追及していたが、県警は2024年4月8日に情報提供者の巡査長を守秘義務違反容疑で逮捕し、同時に「HUNTER」の関係先を家宅捜索した。家宅捜索の過程でHを別の情報提供者と特定し、同年5月31日に逮捕に踏み切った。Hが勾留理由開示手続きの陳述で「野川本部長が県警職員の犯罪行為を隠蔽しようとしたことが許せなかった」と情報漏洩の理由を述べたことから、ノンキャリアの元最高幹部がキャリアの県警トップに反旗を翻した事件として注目を集めた。憲法学者の鈴木秀美は「取材源特定のための強制捜査は許されない」と批判。新聞労連と日本ペンクラブも「取材源の秘匿と公益通報者保護制度を脅かす権力の暴走」だとして県警に抗議する声明を発表した。

## 経緯

### 鹿児島県医師会職員による性加害事件
2021年8月下旬から9月末にかけて、鹿児島県医師会の男性職員が、新型コロナウイルス感染者の宿泊療養所内で、派遣された看護師に対しわいせつ行為をした。2022年1月7日、看護師の女性は計5回、強制わいせつと強制性交の被害を受けたとして鹿児島中央警察署に助けを求めたが、応対した警察官は、女性が持参した告訴状の受理を頑なに拒み、様々な理由を付けて「事件にはならない」と言い張り女性を追い返した。女性の代理人弁護士が抗議し、1月17日、県警は告訴状を受理した（以下、「性加害事件」とする）。同年9月27日、県医師会は塩田康一知事に内部調査の結果をまとめた報告書を提出。直後には池田琢哉会長は記者会見し、調査委員会の調査内容を発表。性行為は「合意の上である蓋然性が高いと思慮される」と述べるとともに、男性職員を「停職3か月」の懲戒処分にしたと公表した。同年10月末、男性職員は退職した。
2022年3月25日、鹿児島西署長のHが鹿児島県警生活安全部長に就任した。同年10月7日、警察庁職員の野川明輝が同県警本部長に着任した。
中願寺純則がほぼ一人で運営する福岡市のウェブメディア「HUNTER」は2023年1月20日、性加害事件を報道。「男性職員の父親が勤務していたのは、女性を『門前払い』にした鹿児島中央署」と明かし、「背景にあるとみられるのは、身内をかばう『警察一家』の悪しき体質と性被害への無理解」と書いた。
2023年3月8日、参議院予算委員会で立憲民主党の塩村文夏が性加害事件について質問。政府参考人として警察庁刑事局長の渡邊国佳、厚生労働技官の佐原康之らが答弁した。塩村は、医師会の理事が被害者から聞き取りをする前から強制であったかどうかについて予断をもった考えで県に説明をしていたこと、医師会が被害を矮小化している現実が公文書に記されていることなどを指摘した。「HUNTER」は、男性職員の父親が2023年3月まで鹿児島県警の警部補だったことも突き止め、5月15日に報じた。同年6月、県警は元男性職員を書類送検するが、鹿児島地検は同年末に嫌疑不十分で不起訴とした。

### 霧島署員のストーカー犯罪証拠もみ消し事件
2023年2月19日、霧島署の巡査部長が、霧島市のクリーニング店を訪れ、女性店員に「何かあったら連絡してほしい」と携帯電話の番号が書かれた名刺をに手渡し、女性が出勤する曜日のほか趣味などを執拗に尋ねた。以前から同巡査部長につきまとわれていると感じていた女性は別の署に勤務していた顔見知りの警部補に相談。翌20日、警部補は霧島署の警務課長に事案を告知し、女性も同課長に被害状況を申告した。同課長は「調査してすぐ回答する」と言った。2月23日、店の前を車で巡回する巡査部長を女性の知人が目撃した。1週間経っても連絡がなかったため、2月27日に女性が電話で問い合わせたところ、霧島署は「会議で忙しくて返事が遅れた」「男性警察官はあなたに好意を持たれたと勘違いしたようだ」と説明した。3月10日、女性は県警本部に被害申告し、同月13日に県警本部は事件を把握した。
同年6月15日、鹿児島県公安委員会は女性に「霧島署が防犯カメラなどを精査したが、2月20日から少なくとも3月3日までの間、巡査部長が女性の勤務先に接近した客観的な証拠は認められない」と文書回答した。
同年10月2日、巡査部長はストーカー規制法違反の疑いで書類送検されたが、2024年1月下旬、不起訴処分となった。
県警は店周辺の防犯カメラ映像のコピーデータを収集し、2月18日、19日両日に巡査部長の車が写っているのを確認したが、保存せず消去した。また、女性が自分の相談が調べられているのかを確かめるために情報開示を請求した際、県警は「女性が霧島署に相談した内容の文書は存在しない」と回答している。すなわち県警は、被害申告を受けて一度作成した処理票までも廃棄した。

### 曽於署巡査長と生活安全部長による内部告発
2023年10月2日、県警は内部向けに「刑事企画課だより」を配布。当該文書には「再審や国賠請求等において、廃棄せずに保管していた捜査書類やその写しが組織的にプラスになることはありません」などと記し、捜査書類の廃棄を促すかのような記載があった。10月3日と4日、「HUNTER」にフリージャーナリストの小笠原淳による「鹿児島県警の闇」と題した記事が掲載される。小笠原は鹿児島県警が警官不祥事の捜査記録の開示請求を拒否した事案を2日にわたって追及した。
曽於署地域課の巡査長F（以下、F）は情報提供者として中願寺の前に現れた。Fはもともと県警の公安部門に所属していた警官だった。中願寺は「告訴・告発事件処理簿一覧表」との標題がついた内部文書や「刑事企画課だより」を受け取り、2023年10月25日から「HUNTER」で県警と鹿児島医師会の癒着、県警内のスキャンダルを暴いていった。
2023年12月中旬、枕崎市内にある公園の公衆トイレを使用していた女性が自身が盗撮されていることに気づいた。同月19日、女性は枕崎署に相談。県警は付近の防犯カメラから盗撮者を同署地域課の巡査部長と特定した。警察官の犯罪は本部長による事件指揮が基本とされるため、12月22日、野川本部長は前首席監察官から事件の報告を口頭で受けた。ところが野川は、本部長指揮ではなく、「署で捜査を尽くし、教養（研修）もせよ」と指示した。3か月経っても、巡査部長が逮捕される気配はなく、生活安全部長のH（以下、H）は県警を告発する覚悟を決めた。2024年3月中旬、中願寺はジャーナリストの今西憲之に電話で「鹿児島県警が騒がしい。私の身が危ないかもれしない」と述べ、逮捕される可能性を示唆した。
2024年3月25日、60歳のHは県警を退職。同日、霧島署の南茂昭署長がHの後任の生活安全部長に就任。
同年3月28日、Hは警察の内部文書を含む10枚の文書を封筒に入れ、札幌市の『北方ジャーナル』編集部に送った。受取人は前述の小笠原淳だった。4月3日、小笠原は編集部で郵便配達員から封筒を受け取った。差出人の名前はなく、1枚目には「闇をあばいてください」と太いフォントで印字され、2枚目には「鹿児島県警の闇」と題して計4件の事案が列挙されていた。4件の内容は以下のとおり。
1. 霧島署地域課の巡査長が「巡回連絡簿」で携帯電話番号を入手し、ストーカー行為を繰り返し行ったが処分も公表もされていない事案。
2. 前述の枕崎署の巡査部長の盗撮事件において、職務時間中、市内公園のトイレで女性を盗撮し、捜査車両を使って逃げたのに、県警本部の刑事部長が「静観しろ」と指示して強制捜査をしなかった事案。
3. 県警幹部による超過勤務手当の不正請求があったのに立件も公表もされていない事案。
4. 霧島署で2件のストーカー事件を発生させた同署の南茂昭署長がストーカーを取り締まる部署である生活安全部長に着任した事案。

同日、小笠原は「HUNTER」の中願寺に電話し、PDFファイル形式にデータ化した10枚の告発文書をメールで送信した。
そのわずか5日後の4月8日、県警は前述のFを地方公務員法違反（守秘義務違反）容疑で逮捕した。同日午前8時30分頃、県警の10人ほどの捜査員は「HUNTER」の事務所に踏み込み「分かっていますよね」と告げ、令状を読み上げないまま家宅捜索した。中願寺が携帯電話で弁護士に連絡を試みると、捜査員が取り上げ、「身に着けているものを押収していいことになっている」と説明した。捜査員は業務用のパソコン、中願寺が使用している新旧のスマートフォン、取材用のノートやファイル、名刺類まで押収した。パソコンには小笠原が中願寺と共有した告発文書も当然保存されていたが、県警は、提供文書や情報の精度からみて現場レベルの警察官ではなく、相当に高位の立場にある県警幹部クラスではないかとにらんだ。ほどなくHであることが特定された。

### 鹿児島県警の警察官による不祥事一覧
鹿児島県警では警察官による不祥事が後を絶たない。以下はその一覧である。
- 2021年7月1日、いちき串木野警署の巡査部長が、2020年2月に奄美市内にある同僚の女性の自宅に忍び込んだとして、住居侵入の疑いで県警に逮捕された[40]。2021年8月、巡査部長が奄美警察署が押収した児童ポルノの映像が入ったCD-Rを持ち出していたこと、勤務していた奄美警察署の女子更衣室を動画で盗撮していたことなどが発覚した[41]。

- 2022年4月、パトロール中に立ち寄った事業所で一般の20歳代女性と知り合った霧島署の巡査長は、「巡回連絡簿」から女性の個人情報を不正入手し、2023年4月ごろから個人的にLINEのやり取りをする間柄になった。そのうち女性に「抱いていい？」などと性的なメールを送ったり、食事に誘ったり、ラブホテルについて尋ねたりするようになった。怖くなった被害女性は交際していた県警の警察官に相談。県警の知るところとなったが、交際相手の警察官が事件化を望まない意向を示し、女性もそれに従い、2024年2月上旬に捜査は終了した[42][43][44]。

- 2023年3月14日、鹿児島中央署地域課の巡査が、警察学校在籍時の同級生から大麻を譲り受けたとして、麻薬特例法違反容疑で宮崎県警に逮捕された[45]。

- 2023年5月18日、姶良署交通課の巡査部長が、前年5月までのおよそ3年半、交通事故40件で73枚の捜査書類を偽造したり、事故当事者の診断書を自宅に持ち帰って隠したりしていたとして、虚偽有印公文書作成容疑と公用文書毀棄容疑で書類送検された。同日、巡査部長は依願退職した[46]。

- 2023年10月19日、県警本部留置管理課の巡査長が、県内のホテルで13歳未満の少女に性的暴行をしたとして、強制性交容疑で逮捕された[47]。

- 2024年3月7日、結婚詐欺の被害に遭い現金200万円をだましとられた県内在住の女性が被害の申告を鹿児島南署へ行った際に「男女間の貸し借りだ」などと言われ、被害届を受理されなかったことにつき、鹿児島県公安委員会は「同署の対応は適切さに欠ける」として県警を指導した。女性はNHKの取材に応じ「鹿児島南警察署では事件にはならないと言われ生きる気力も失った。被害者が増えないよう警察には真摯に相談に対応してほしい」と話した[48]。

- 2024年4月18日、県警の公安課課長補佐が、3月中旬に県内の40代女性の体を触るなどしたとして、不同意わいせつの疑いで逮捕された[49]。

- 2024年4月、警務部警務課の巡査部長が、16歳未満の少女と、そのことを知りながら性交した。当該事件は9月下旬に関係者から県警に通報があり発覚。巡査部長は同年11月に懲戒免職処分を受けた[50]。

- 2024年5月13日、南さつま署の巡査長が、出勤時に乗用車を酒気帯び運転したとして、道交法違反の疑いで書類送検された[51]。

- 2024年6月8日、西日本新聞が前述の「刑事企画課だより」の記載内容をスクープ。1面トップで「鹿児島県警が捜査書類の廃棄促す文書 元巡査長の流出資料に記載」と報じた[26]。これを受けて6月16日、再審のやり直しを求めている大崎事件弁護団の鴨志田祐美弁護士らは会見し、「無罪を導く証拠の廃棄を指示するものとして、極めて深刻な問題で強く抗議する」との声明を発表した[25][28]。6月20日には日本弁護士連合会の渕上玲子会長が「証拠開示制度を画餅に等しくするもので、到底容認できない」とする声明を発表した[52]。

- 2025年2月14日、捜査２課長が知人女性に性的暴行を加えたとして書類送検される。また、同年3月21日に捜査で知り得た情報を別の知人女性に漏らしていた事も新たに発覚した[53]。

### 2024年5月に元生活安全部長を逮捕
情報提供者が元生活安全部長のHと特定されると、野川は2024年5月10日に前述の盗撮事件の指揮を執った。5月13日、県警は枕崎署の巡査部長を建造物侵入と性的姿態撮影等処罰法違反の両容疑で逮捕した。盗撮捜査員の逮捕は、Hが文書で訴えた「隠蔽」を否定し、事前に打ち消すための準備であり工作ではないかとの指摘がなされている。その後の調べで、巡査部長は県警のデータベースに不正に照会し、被害女性の個人情報を得て、他の被害者も含め少なくとも80回の盗撮行為を繰り返していたことが明らかとされている。
同年5月、県警がHの自宅を家宅捜査した際、Hは自殺を図り、病院に搬送された。同月31日、県警はHを逮捕した。
同年6月5日、Hは、鹿児島簡裁であった勾留理由開示手続きの陳述で、職務上知り得た情報について小笠原に送ったことを間違いないと認め、「野川本部長が県警職員の犯罪行為を隠蔽しようとしたことが許せなかった」と動機を明らかにした。また、盗撮事件に関して、枕崎署の捜査車両を使った疑いがあったにもかかわらず、野川が「最後のチャンスをやろう」「泳がせよう」などと言い、本部長の印鑑を捜査指揮簿に押さなかったと説明し、「県民の安全より自己保身を図る組織に絶望した」と述べた。6月21日、Hは国家公務員法の守秘義務違反の罪で起訴され、18時すぎに保釈された。6月28日、Hの弁護人の永里桂太郎は裁判について、「元部長の行為は県警側の隠蔽を訴えるためで公益通報、またはそれに準じるものと言え、国家公務員法の保護する秘密に該当しない」などとして無罪を主張する方針であることを明らかにした。
同年6月15日、鹿児島県医師会会長の池田琢哉は任期満了で退任した。
同年6月19日、日本ペンクラブは「強制捜査は取材源秘匿と内部通報者保護制度を脅かす」として非難する声明を発表。日本新聞労働組合連合（新聞労連）も同日、「市民の『知る権利』と報道の自由を確保するために必要な『情報源の秘匿』が重視されてきた民主主義社会では許されない権力の暴走だ」として、県警と家宅捜索を許可した裁判官に対し、抗議する声明を発表した。6月21日に日本マスコミ文化情報労組会議は「鹿児島県警による憲法違反の報道弾圧を許さない」と、6月25日に日本出版者協議会は「捜査権の濫用として表現の自由（報道の自由）が保障された民主主義社会では到底許されない」とそれぞれ抗議声明を発表した。
東京都の出版社社長が野川を犯人隠避などの疑いで刑事告発するも、同年7月5日、鹿児島地方検察庁は嫌疑不十分などで不起訴にした。
同年7月19日、県警は県議会総務警察委員会に出席。枕崎署員による盗撮事件を巡って捜査を一時中断した際、署内で「隠蔽ではないか」との意見が出ていたと明らかにした。また、霧島署ストーカー事件における女性の職場付近にあった防犯カメラの映像を確認した際、巡査部長や関係車両が映った静止画は保存したものの、それ以外の映像は不要として消去していたことも明らかにした。捜査が一時中止していた12月23日と24日の2日間に枕崎署員が盗撮を1回行っていたことも判明した。ストーカー事案は、Hが文書ですでに言及していたことから、ジャーナリストの青木理は「H氏が秘密の漏洩者ではなく内部不正の告発者であり、社会全体にとっての公益通報者だった蓋然性は高い」としている。
同年7月21日、警察庁は、枕崎署員による盗撮事件について報告を受け捜査を尽くすように指示したものの、その後に捜査状況を確認したり報告を求めたりせず、「捜査の基本に欠けるところがあった」として、県警の野川本部長を長官訓戒の処分とした。
同年8月5日、鹿児島地裁は元巡査長Fに地方公務員法（守秘義務）違反罪で懲役1年、執行猶予3年の判決を言い渡した。
同年8月2日、県警は一連の不祥事に関し、職員の倫理観や個人情報保護への認識の欠如、幹部の指揮や業務管理の不十分、組織内の縦割り意識の強さ、本部から署を支援する意識の希薄さなどが原因とする分析結果を公表した。警部補以下が本部長に直接提言する「改革推進研究会」の設置を核とした再発防止策も示した。同日、ストーカー事件発生当時に霧島署長だった南茂昭生活安全部長は県警の定例会見で、「警察不信を招いたことを、当時の現場の責任者として謝罪したい」と述べた。同日、警察庁は県警への特別監察が終了したと発表した。野川本部長ら幹部の指揮統率に問題があったとの分析から、都道府県警本部長への研修や指導を強化するという。

### 県警本部長の交替
2024年11月5日、野川は本部長を退任し、警察庁長官官房付へ転出。後任には警察庁交通局交通規制課長の岩瀬聡が就任した。
同年11月22日、県警は、16歳未満の少女と性交した警務部警務課の巡査部長を懲戒免職処分としたと発表した。監察課は、被害届が出されず、被害者側から事情聴取を拒否されたことから、立件は見送ったと説明した。
同年12月23日、岩瀬本部長は年内最後の定例会見を開催。「今回いろいろ起きたことを決して忘れずに、今後の業務運営に一人一人が生かしていく」と述べた。元枕崎署員の盗撮事件をめぐる問題で、捜査主体を署から県警本部に切り替える際の直接証拠の有無については「答えられない」と明言を避けた。